# ブキャナン郡 (ミズーリ州)

ミズーリ州内の位置

ブキャナン郡（Buchanan County）は、アメリカ合衆国ミズーリ州にある郡である。人口は8万4793人（2020年）。郡庁所在地はセントジョセフである。
郡は1838年12月31日の結成時には、開拓移民であったハイラム・ロバーツから名を取りロバーツ郡と呼ばれていたが、1839年に郡名をアメリカ合衆国大統領を務めたジェームズ・ブキャナンに因んでブキャナン郡と変更した。ブキャナン郡は、隣接するアンドリュー郡、デカルブ郡、カンザス州のドニファン郡を含めてセントジョセフ・ミズーリ都市圏を構成している。

## 地理
アメリカ合衆国統計局によると、この郡は総面積1,074 km2 (415 mi2) である。このうち1,061 km2 (410 mi2) が陸地で、13 km2 (5 mi2) が水地域である。総面積の1.17%が水地域となっている。

### 隣接郡
- アンドリュー郡（北）
- デカルブ郡（北東）
- クリントン郡（東）
- プラット郡（南）
- アッチソン郡 (カンザス州)（南西）
- ドニファン郡 (カンザス州)（北西）

### 主な幹線道路
- 州間高速道路29号線
- 州間高速道路229号線
- 国道36号線
- 国道59号線
- 国道71号線
- 国道169号線
- ミズーリ州道6号線
- ミズーリ州道31号線
- ミズーリ州道116号線
- ミズーリ州道371号線

## 人口動静

ブキャナン郡の人口ピラミッド

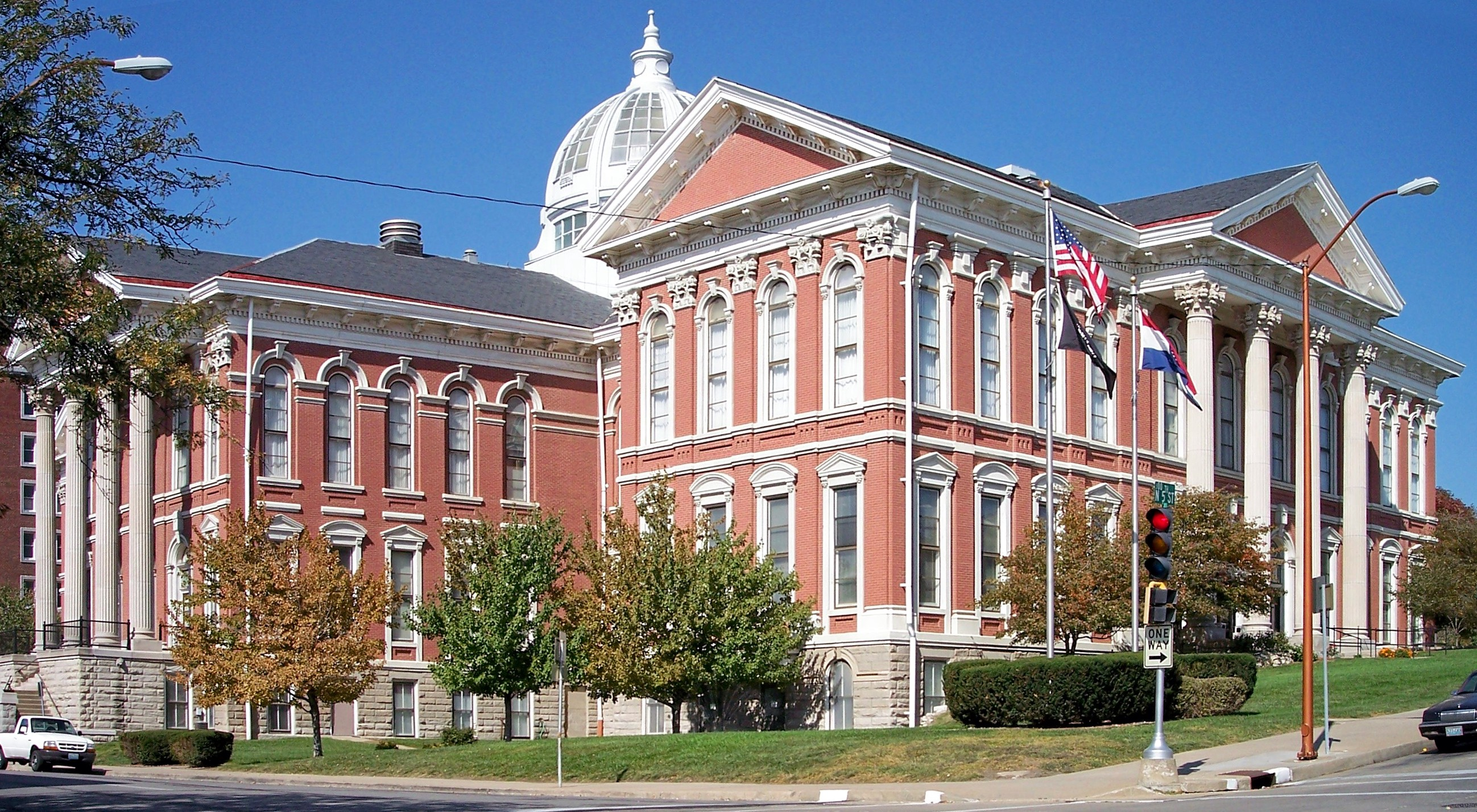
郡庁所在地のセントジョセフにあるブキャナン郡庁舎

2000年現在の国勢調査で、この郡は人口85,998人、33,557世帯、及び21,912家族が暮らしている。人口密度は81/km2 (210/mi2) である。34/km2 (89/mi2) の平均的な密度に36,574軒の住居が建っている。この郡の人種的構成は白人92.73%、アフリカン・アメリカン4.36%、先住民0.42%、アジア系0.45%、太平洋諸島系0.02%、その他の人種0.65%、及び混血1.37%である。人口の2.43%がヒスパニックまたはラテン系である。
33,557世帯のうち、30.60%が18歳未満の子供と一緒に生活しており、49.30%は夫婦で生活している。12.00%は未婚の女性が世帯主であり、34.70%は家族以外の住人と同居している。28.90%は独身の居住者が住んでおり、12.50%は65歳以上で独居である。1世帯の平均人数は2.42人であり、家庭の場合は2.98人である。
この郡内の住民は24.30%が18歳未満の未成年、18歳以上24歳以下が11.00%、25歳以上44歳以下が28.50%、45歳以上64歳以下が21.20%、及び65歳以上が15.00%にわたっている。中央値年齢は36歳である。女性100人ごとに対して男性は96.70人いて、18歳以上の女性100人ごとに対して男性は93.90人いる。
この郡の世帯ごとの平均的な収入は34,704米ドルであり、家族ごとの平均的な収入は42,408米ドルである。男性は31,697米ドルに対して女性は21,827米ドルの平均的な収入がある。この郡の一人当たりの収入 (per capita income) は17,882米ドルである。人口の12.20%及び家族の8.50%は貧困線以下である。全人口のうち18歳未満の15.00%及び65歳以上の9.60%は貧困線以下の生活を送っている。

## 都市及び町
都市
- セントジョセフ（郡庁所在地）
- イーストン（en:Easton, Missouri）
- ガウアー（en:Gower, Missouri）

村
- エージェンシー（en:Agency, Missouri）
- デカルブ（en:De Kalb, Missouri）
- ルイス・アンド・クラークビレッジ（en:Lewis and Clark Village, Missouri）
- ラッシュビル（en:Rushville, Missouri）

町（未編入領域）
- ファーケット（en:Faucett, Missouri）
- ウォーレス（en:Wallace, Missouri）

## 郡区
ブキャナン郡は12の郡区に分かれている。
- エージェンシー（Agency）
- ブルーミントン（Bloomington）
- センター（Center）
- クロウフォード（Crawford）
- ジャクソン（Jackson）
- レイク（Lake）
- マリオン（Marion）
- ミルフォード（Platte）
- プラッテ（Platte）
- ラッシュ（Rush）
- トレモント（Tremont）
- ワシントン（Washington）
- ウェイン（Wayne）